# اوه کیندوال
اوه کیندوال (سوئدی: Ove Kindvall؛ زادهٔ ۱۶ مهٔ ۱۹۴۳) بازیکن فوتبال اهل سوئد است.

## باشگاهی
از باشگاه‌هایی که در آن بازی کرده‌است می‌توان به باشگاه فوتبال نورشوپینگ، و باشگاه فوتبال فاینورد، باشگاه فوتبال گوتبورگ، باشگاه فوتبال نورشوپینگ و باشگاه فوتبال نورشوپینگ اشاره کرد.

## تیم ملی
وی همچنین در تیم ملی فوتبال سوئد بازی کرده‌است.